# Somerville (Tennessee)

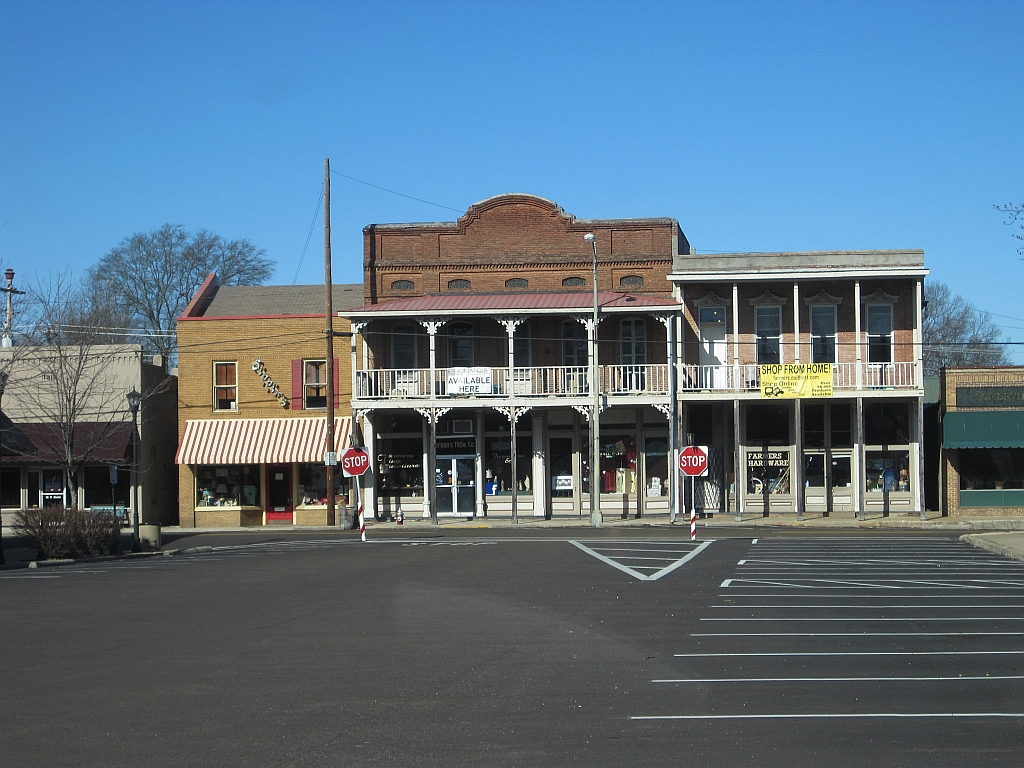

Somerville is een plaats (town) in de Amerikaanse staat Tennessee, en valt bestuurlijk gezien onder Fayette County.

## Demografie
Bij de volkstelling in 2000 werd het aantal inwoners vastgesteld op 2519.
In 2006 is het aantal inwoners door het United States Census Bureau geschat op 2911, een stijging van 392 (15.6%).

## Geografie
Volgens het United States Census Bureau beslaat de plaats een oppervlakte van
29,4 km², waarvan 28,9 km² land en 0,5 km² water. Somerville ligt op ongeveer 161 m boven zeeniveau.

## Plaatsen in de nabije omgeving
De onderstaande figuur toont nabijgelegen plaatsen in een straal van 24 km rond Somerville.